# Linea 1 (metropolitana di Pechino)
La linea 1 (in cinese: 北京地铁1号线S, Běijīng dìtiě yīhào xiànP) è la più antica linea della metropolitana di Pechino, nonché una delle più utilizzate e la prima mai costruita in Cina. 
La linea 1 è stata inaugurata il 1° ottobre 1969 ma aperta al pubblico solamente il 15 gennaio 1971 ed è composta da un tracciato di circa 31 km sui quali insistono 22 stazioni. Attraversa il viale Chang'an, e si snoda lungo il cuore di Pechino con fermate su entrambi i lati di piazza Tiananmen. La linea 1 è rappresentata dal colore rosso.
Dal 29 agosto 2021 la linea 1 è interconnessa alla linea Batong presso la stazione di Sihuidong, consentendo un servizio continuo tra le due linee.

## Storia

### Prime idee e pianificazione
Già dai tempi della Repubblica di Cina, la città di Pechino aveva iniziato a lavorare alla progettazione di una rete metropolitana. Nell'agosto del 1947, l'Ufficio dei Lavori Pubblici di Pechino pubblicò il Compendio di progettazione urbanistica della città di Pechino, in cui veniva esplicitata la proposta di costruzione di una linea ferroviaria sotterranea che, attraversando Fuxing Road e il viale Chang'an da est a ovest, avrebbe collegato il centro urbano con le nuove zone della periferia occidentale. Tuttavia, a causa della guerra civile cinese e della successiva rapida sconfitta del Kuomintang sulla terraferma, il progetto non fu mai realizzato.
Dopo la fondazione della Repubblica Popolare Cinese il Governo centrale, tenendo conto della situazione nazionale e internazionale, incluse la pianificazione della metropolitana nei piani di ampliamento e ristrutturazione della città di Pechino. Tra il 1956 e il 1958, con il supporto di esperti sovietici, vennero elaborati 16 diversi progetti per la rete metropolitana ma, dopo un'attenta valutazione, venne selezionato il "Progetto n. 16" come base di riferimento. Il progetto prevedeva una linea che, partendo da Hongmiao nella periferia orientale, si estendesse lungo viale Chang'an e arrivasse fino a Wukesong nella periferia occidentale, tracciato che in gran parte corrisponde all'attuale percorso della linea 1.
La linea 1 era fortemente strategica per la città, in quanto il suo percorso avrebbe attraversato molti uffici governativi e avrebbe permesso un decongestionamento del traffico veicolare. Il Comitato centrale del Partito Comunista Cinese stabilì, in seguito, che i lavori sarebbero cominciati il 1° maggio 1959. Tuttavia, la situazione politica ed economica del Paese cambiò radicalmente durante lo svolgimento dei lavori di costruzione, tanto che durante la IX Sessione plenaria dell'VIII Comitato centrale del Partito comunista cinese si decise di sospendere il progetto della metropolitana.

### Prima fase di realizzazione

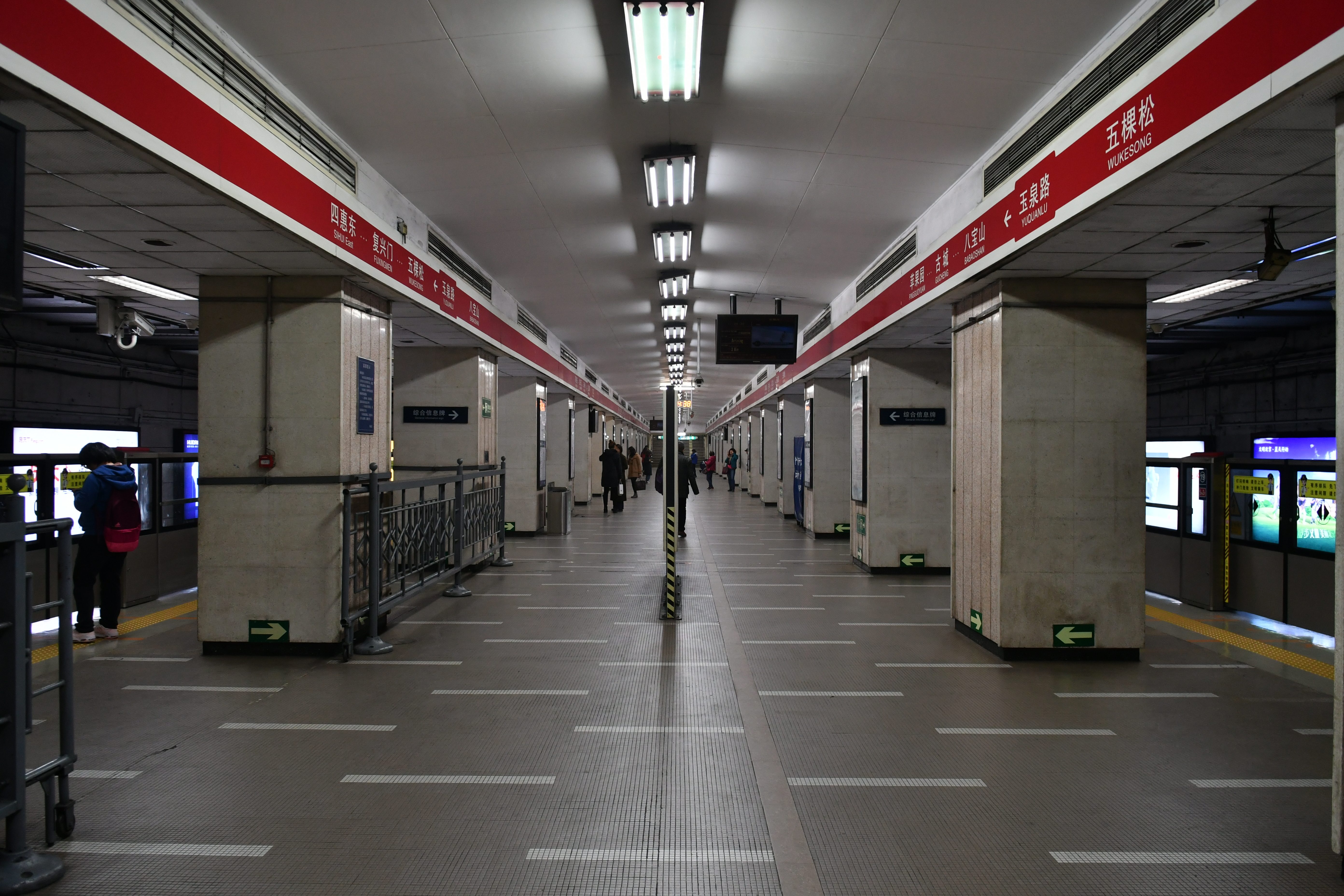
Banchina della stazione di Yuquanlu, inaugurata il 5 agosto 1971.

Il 15 gennaio 1965, il Comando militare di Pechino, il Comitato Municipale del Partito comunista cinese di Pechino e il Ministero delle Ferrovie presentarono un rapporto speciale sulla pianificazione a breve termine della costruzione della metropolitana di Pechino. Per coordinare il progetto, venne istituito un gruppo di leadership guidato dal comandante del Comando militare di Pechino, Yang Yong, e fu creato l'Ufficio per la costruzione della metropolitana di Pechino all'interno del Ministero delle Ferrovie.
Il 1º luglio 1965 si tenne la cerimonia di inaugurazione della prima fase dei lavori a ovest di Yuquanlu. Inizialmente, la costruzione della metropolitana era motivata soprattutto da esigenze strategico-militari, con l'obiettivo di collegare le basi dell'esercito di Xishan alla stazione ferroviaria di Pechino. Il progetto, infatti, seguiva il principio "priorità alla preparazione bellica, con funzione secondaria per il trasporto pubblico", e la costruzione avvenne principalmente con il metodo a cielo aperto, ovvero scavando il tunnel, completandone la struttura e poi ricoprendolo.
La linea 1 è stata la prima linea metropolitana progettata e costruita interamente in Cina. Dopo 4 anni e 3 mesi di lavori, il 1º ottobre 1969 la tratta tra la stazione 53 (anche nota come stazione di Wusan o Gaojing) e la stazione ferroviaria di Pechino venne completata e resa operativa, sebbene inizialmente non fruibile dal pubblico. La linea fu afflitta da diversi problemi tecnici sin dalla sua apertura e per tutto il decennio successivo. L'11 novembre 1969 un guasto elettrico provocò un incendio che causò la morte di tre persone, il ferimento di più di 100 passeggeri e la distruzione di due vagoni. Ne conseguì, quindi, la decisione del premier Zhou Enlai di sottoporre la metropolitana al controllo dell'Esercito Popolare di Liberazione agli inizi del 1970, ma continuarono ad esserci problemi relativi all'affidabilità del sistema.
Il 15 gennaio 1971 la linea 1 iniziò l'esercizio di prova della prima fase, tra la stazione ferroviaria di Pechino e Gongzhufen, per un totale di 10 stazioni e una lunghezza di 10,7 km. Poiché il progetto era originariamente pensato come infrastruttura strategica militare, inizialmente l’accesso era limitato a visitatori con biglietti venduti internamente e a lavoratori pubblici con lettere credenziali emanate dalle loro unità lavorative. I biglietti per una tratta costavano solamente ¥0,10 (circa 1 centesimo di euro). Il 15 agosto successivo, la linea venne estesa fino a Yuquan Lu con altre tre stazioni, portando il totale a 15,6 km. Allo stesso modo, il 7 novembre seguente, la linea venne nuovamente prolungata fino a Gucheng Lu, portando il totale delle stazioni a 16 e la lunghezza del tragitto a 22,87 km. Nel 1971 vennero trasportati 8,28 milioni di passeggeri, circa 28 000 al giorno.
Dal 1971 al 1975 la metropolitana rimase chiusa per un totale di 398 giorni, chiusura da imputare a motivazioni politiche, di preparazione militare e di sicurezza nazionale. Il 27 dicembre 1972 venne eliminato l'obbligo di presentare una lettera credenziale per l'acquisto di un biglietto. Nel 1973 la linea venne prolungata ulteriormente fino a Pingguoyuan, raggiungendo un'estensione di 23,6 km e 17 stazioni totali. Quell'anno la linea trasportò 11 milioni di passeggeri, circa 54 000 al giorno. Nonostante la metropolitana ritornò sotto il controllo civile nel 1976, non furono rare chiusure a causa di incendi, allagamenti e incidenti di varia natura. Il numero di passeggeri annuali continuava comunque a crescere col passare degli anni, arrivando a 55,2 milioni nel 1980.
Il 20 aprile 1981 venne fondata la Beijing Subway Company e il 15 settembre dello stesso anno venne ufficialmente completata e collaudata la prima fase della linea , con un tracciato esteso da Fushouling alla stazione ferroviaria di Pechino, per un totale di 19 stazioni e 27,6 km di linea. La gestione dell’infrastruttura passò alla Beijing Mass Transit Operation Corporation e il tratto operativo tra Pingguoyuan e la stazione ferroviaria di Pechino venne aperto ufficialmente al pubblico. Solo in quell'anno la linea 1 registrò un traffico annuo di 64,66 milioni di passeggeri, con una media giornaliera di 177.000 utenti.

### Seconda fase di realizzazione
Il 15 agosto 1986 iniziò la seconda fase di costruzione della metropolitana e venne avviato uno studio di fattibilità per la realizzazione di una nuova linea tra Fuxingmen e Bawangfen, l'attuale centro finanziario di Pechino. Il 28 dicembre 1987 fu completata una nuova diramazione che si estendeva verso est fino a una nuova stazione, Fuxingmen, situata tra le stazioni di Nanlishilu e Changchunjie. Il tratto tra Changchunjie e la stazione ferroviaria di Pechino fu trasferito alla nuova linea 2, mentre la linea 1 operava ora tra Pingguoyuan e Fuxingmen.
Nel gennaio 1991, il rapporto di fattibilità per la costruzione della nuova linea tra Fuxingmen e Bawangfen venne approvato e i lavori della cosiddetta linea Fuba iniziarono nel giugno 1992. Il 12 dicembre 1992, la linea 1 fu estesa verso est di una fermata, fino alla stazione di Xidan.
Il 28 settembre 1999 fu aperto al pubblico il primo tratto della linea Fuba, da Tiananmenxi a Sihuidong. Successivamente, il 28 giugno 2000, venne inaugurato il segmento tra le stazioni di Xidan e Tiananmenxi, unificando così la linea 1 e la linea Fuba in un'unica tratta lunga 31 km con 23 stazioni.

### Interservizio con la linea Batong
Il tracciato della linea Batong è stato definito nei primi anni '90 come parte della proposta di progettazione della metropolitana di Pechino a servizio del distretto di Chaoyang. I lavori di costruzione della linea Batong sono stati avviati il 28 dicembre 2001 e la linea è stata inaugurata due anni dopo, il 27 dicembre 2003. La tratta inaugurata, definita fase I, ha previsto l'apertura di 13 stazioni, da Sihui a Tuqiao.
Nel 2010 Chen Dingwan, un membro del Partito Comunista Cinese, propose l'avvio di un interservizio tra la linea 1 e la linea Batong, riducendo i tempi di viaggio e eliminando lo scambio alla stazione di Sihui o Sihuidong. La metropolitana di Pechino, però, noto che, da un punto di vista ingegneristico, l'operazione sarebbe stata estremamente difficoltosa poiché le due linee utilizzavano segnaletica differente. Gli studi di fattibilità vennero avviati nel 2016 e il 12 giugno 2020 la Commissione di riforma e sviluppo di Pechino approvò il progetto di interservizio tra la linea 1 e la linea Batong.
Dal 29 agosto 2021, la linea Batong è stata integrata con la linea 1, operando come un'estensione diretta di quest'ultima. Di conseguenza, negli annunci ufficiali, il nome "Linea Batong" non viene più utilizzato in modo autonomo ma compare esclusivamente sotto la denominazione unificata "Linea 1—Batong".

### Cronologia delle aperture
| Segmento                                       | Inaugurazione     | Lunghezza | Stazioni | Nome sezione                                 |
| ---------------------------------------------- | ----------------- | --------- | -------- | -------------------------------------------- |
| Gongzhufen — Stazione ferroviaria di Pechino   | 1° ottobre 1969   | 10,7 km   | 10       | Fase I (sezione iniziale)                    |
| Yuquanlu — Gongzhufen                          | 5 agosto 1971     | 4,9 km    | 3        | Estensione Yuquanlu                          |
| Gucheng — Yuquanlu                             | 7 novembre 1971   | 5,4 km    | 3        | Estensione Gucheng                           |
| Pingguoyuan — Gucheng                          | 23 aprile 1973    | 2,6 km    | 1        | Estensione Pingguoyuan                       |
| Nanlishilu — Fuxingmen                         | 28 dicembre 1987  | 0,4 km    | 1        | Progetto di riallineamento linea 1 & linea 2 |
| Changchunjie — Stazione ferroviaria di Pechino | 28 dicembre 1987  | -6,1 km   | -6       | Progetto di riallineamento linea 1 & linea 2 |
| Fuxingmen — Xidan                              | 12 dicembre 1992  | 1,6 km    | 1        | Estensione Xidan                             |
| Tian'anmenxi — Sihuidong                       | 28 settembre 1999 | 10,1 km   | 10       | Linea Fuba                                   |
| Xidan — Tian'anmenxi                           | 28 giugno 2000    | 1,3 km    | 2        | Fusione linea Fuba e linea 1                 |
| Sihuidong — Universal Resort                   | 29 agosto 2021    | 20,3 km   | 13       | Interservizio con linea Batong               |

## Stazioni e percorso

### Percorso
| Unused urban continuation backward |

| Unknown route-map component "uextSTRa" |

| Unknown route-map component "uextBHF" |

| Unknown route-map component "uextSTR+GRZq" |

| Unknown route-map component "uextBHF" |

| Transverse water | Unknown route-map component "uextKRZW" | Transverse water |

| Unknown route-map component "uhCONTgq" | Unknown route-map component "utKRZh" | Unknown route-map component "uhKBHFeq" + Unknown route-map component "HUBa" |

|  | Unused urban tunnel straight track | + Unknown route-map component "HUB" |

|  | Unknown route-map component "utCONTgq" | Unknown route-map component "uxtKRZt" | Unknown route-map component "utBHFq" + Unknown route-map component "HUB" | Unknown route-map component "utCONTfq" |

|  | Unused urban tunnel straight track | + Unknown route-map component "HUB" |

|  | Unknown route-map component "uextBHF" + Unknown route-map component "HUBaq" | + Unknown route-map component "HUBrf" |

|  |  | Unused urban tunnel straight track |  | Unknown route-map component "uCONTg" |

|  |  | Unknown route-map component "uxtABZg+l" | Unknown route-map component "utSTReq" | Unknown route-map component "uABZg+r" |

|  |  | Urban tunnel straight track |  | Urban non-passenger end station |

| Urban tunnel station on track |

| Unknown route-map component "CONTgq" | Unknown route-map component "mABZq+r" | Unknown route-map component "umtKRZ" | Unknown route-map component "CONTfq" |  |

| Unknown route-map component "utSTRa" | Urban tunnel straight track |  |

| Unknown route-map component "utKRWl" | Unknown route-map component "utKRWg+r" |  |

| Unknown route-map component "uextBHF" |

| Urban tunnel station on track |

| Urban tunnel station on track |

| Urban tunnel station on track |

| Urban tunnel station on track |

| Unknown route-map component "utCONTgq" | Unknown route-map component "utTINTt" | Unknown route-map component "utCONTfq" |

|  | Urban tunnel station on track + Unknown route-map component "HUBaq" | + Unknown route-map component "HUBlg" |

|  | Unknown route-map component "utCONTgq" | Unknown route-map component "utKRZt" | Unknown route-map component "utBHFq" + Unknown route-map component "HUBe" | Unknown route-map component "utCONTfq" |

| Transverse water | Unknown route-map component "utKRZW" | Transverse water |

| Unknown route-map component "KBL2" + Urban tunnel station on track |

|  | Unknown route-map component "utCONTgq" | Unknown route-map component "utKRZt" | Unknown route-map component "KBL4" + Unknown route-map component "utBHFq" | Unknown route-map component "utCONTfq" |

| Urban tunnel station on track |

| Unknown route-map component "utkABZg3" |

| Unknown route-map component "utCONTgq" | Unknown route-map component "utkABZq1" | Unknown route-map component "KBL2" + Unknown route-map component "utkSTRc4" + Unknown route-map component "utTINTt" | Unknown route-map component "utCONTfq" |  |

|  | Unknown route-map component "utCONTgq" | Unknown route-map component "BLc1" + Unknown route-map component "utKRZtu" | Unknown route-map component "KBL4" + Unknown route-map component "utBHFq" | Unknown route-map component "utCONTfq" |

|  | Unknown route-map component "utCONTgq" | Unknown route-map component "utKRZt" | Unknown route-map component "utBHFq" + Unknown route-map component "HUBa" | Unknown route-map component "utCONTfq" |

|  | Urban tunnel station on track + Unknown route-map component "HUBaq" | Unknown route-map component "HUBrf" |

| Urban tunnel station on track |

| Urban tunnel station on track |

|  | Urban tunnel station on track + Unknown route-map component "HUBaq" | Unknown route-map component "HUBlg" |

|  | Unknown route-map component "utCONTgq" | Unknown route-map component "utKRZt" | Unknown route-map component "utBHFq" + Unknown route-map component "HUBe" | Unknown route-map component "utCONTfq" |

| Unknown route-map component "utkABZg3" |

| Unknown route-map component "utCONTgq" | Unknown route-map component "utkABZq1" | Unknown route-map component "utKRZt" + Unknown route-map component "utkSTRc4" | Unknown route-map component "utBHFq" + Unknown route-map component "HUBa" | Unknown route-map component "utCONTfq" |

|  | Urban tunnel station on track + Unknown route-map component "HUBaq" | Unknown route-map component "HUBrf" |

| Unknown route-map component "utCONTgq" | Unknown route-map component "utABZq+r" | Unknown route-map component "utTINTt" | Unknown route-map component "utCONTfq" |  |

| Urban tunnel straight track | Urban tunnel straight track |  |

| Unknown route-map component "utKRWl" | Unknown route-map component "utKRWg+r" |  |

|  | Urban tunnel station on track + Unknown route-map component "HUBaq" | + Unknown route-map component "HUBlg" |

|  | Unknown route-map component "uextCONTgq" | Unknown route-map component "uetKRZt" | Unknown route-map component "uextBHFq" + Unknown route-map component "HUBe" | Unknown route-map component "uextCONTfq" |

|  | Urban tunnel station on track + Unknown route-map component "HUBaq" | Unknown route-map component "HUBlg" |

|  | Unknown route-map component "utCONTgq" | Unknown route-map component "utKRZt" | Unknown route-map component "utBHFq" + Unknown route-map component "HUBe" | Unknown route-map component "utCONTfq" |

|  | Urban tunnel station on track + Unknown route-map component "HUBaq" | Unknown route-map component "HUBlg" |

|  | Unknown route-map component "utCONTgq" | Unknown route-map component "utKRZt" | Unknown route-map component "utBHFq" + Unknown route-map component "HUBe" | Unknown route-map component "utCONTfq" |

| Unknown route-map component "utSTRe" |

| Unknown route-map component "ueKBHFa" + Unknown route-map component "HUBaq" | Urban station on track + Unknown route-map component "HUBeq" |  |

| Unknown route-map component "uKRWgl" | Unknown route-map component "uKRWg+r" |  |

| Urban straight track | Unknown route-map component "uKRWgl" | Unknown route-map component "uKRW+r" |

| Urban straight track | Urban straight track | Urban non-passenger station/depot on track |

| Urban straight track | Unknown route-map component "uKRWg+l" | Unknown route-map component "uKRWr" |

| Unknown route-map component "uKRWg+l" | Unknown route-map component "uKRWgr" |  |

| Urban station on track + Unknown route-map component "HUBaq" | Unknown route-map component "ueKBHFe" + Unknown route-map component "HUBeq" |  |

| Unknown route-map component "CONTgq" | Waterway under railway bridge | Transverse track | Unknown route-map component "CONTfq" |  |

| Unknown route-map component "uCONTf" |

### Stazioni
| L I N E A 1           | Nome Stazione                                                     | Nome in cinese, pinyin      | Percorrenza (ore) | Distanza (km) | Interscambi         |
| --------------------- | ----------------------------------------------------------------- | --------------------------- | ----------------- | ------------- | ------------------- |
| L I N E A 1           | Fushouling (Apertura TBD)                                         | 福寿岭 Fúshòulǐng           |                   |               |                     |
| L I N E A 1           | Pingguoyuan (In fase di ristrutturazione; apertura TBD)           | 苹果园 Píngguǒyuán          |                   | 0,00          |                     |
| L I N E A 1           | Gucheng                                                           | 古城 Gǔchéng                | 0:05              | 3,70          |                     |
| L I N E A 1           | Bajiao Amusement Park (In ristrutturazione; apertura maggio 2027) | 八角游乐园 Bājiǎo yóulèyuán | 0:08              | 5,70          | Diramazione linea 1 |
| L I N E A 1           | Babaoshan                                                         | 八宝山 Bābǎoshān            | 0:11              | 7,60          |                     |
| L I N E A 1           | Yuquanlu                                                          | 玉泉路 Yùquánlù             | 0:13              | 9,10          |                     |
| L I N E A 1           | Wukesong                                                          | 五棵松 Wǔkēsōng             | 0:16              | 10,90         |                     |
| L I N E A 1           | Wanshoulu                                                         | 万寿路 Wànshòulù            | 0:19              | 12,70         |                     |
| L I N E A 1           | Gongzhufen                                                        | 公主坟 Gōngzhǔfén           | 0:22              | 14,00         |                     |
| L I N E A 1           | Museo Militare                                                    | 军事博物馆 Jūnshì bówùguǎn  | 0:24              | 15,20         |                     |
| L I N E A 1           | Muxidi                                                            | 木樨地 Mùxīdì               | 0:26              | 16,30         |                     |
| L I N E A 1           | Nanlishilu                                                        | 南礼士路 Nánlǐshìlù         | 0:29              | 17,60         |                     |
| L I N E A 1           | Fuxingmen                                                         | 复兴门 Fùxīngmén            | 0:22              | 18,00         |                     |
| L I N E A 1           | Xidan                                                             | 西单 Xīdān                  | 0:24              | 19,60         |                     |
| L I N E A 1           | Tian'anmenxi                                                      | 天安门西 Tiānānmén xī       | 0:26              | 20,90         |                     |
| L I N E A 1           | Tian'anmendong                                                    | 天安门东 Tiānānmén dōng     | 0:28              | 21,80         |                     |
| L I N E A 1           | Wangfujing                                                        | 王府井 Wángfǔjǐng           | 0:30              | 22,60         |                     |
| L I N E A 1           | Dongdan                                                           | 东单 Dōngdān                | 0:32              | 23,40         |                     |
| L I N E A 1           | Jianguomen                                                        | 建国门 Jiànguómén           | 0:34              | 24,60         |                     |
| L I N E A 1           | Yong'anli                                                         | 永安里 Yǒng'ānlǐ            | 0:37              | 26,00         | ()                  |
| L I N E A 1           | Guomao                                                            | 国贸 Guómào                 | 0:39              | 26,80         |                     |
| L I N E A 1           | Dawanglu                                                          | 大望路 Dàwànglù             | 0:41              | 28,20         |                     |
| L I N E A 1           | Sihui                                                             | 四惠 Sìhuì                  | 0:44              | 29,90         |                     |
| L I N E A 1           | Sihuidong                                                         | 四惠东 Sìhuì dōng           | 0:47              | 31,60         |                     |
| L I N E A 1           | Inizio linea Batong (direzione Universal Resort)                  |                             |                   |               |                     |
| L I N E A B A T O N G | Gaobeidian                                                        | 高碑店 Gāobēidiàn           | 0:50              | 32,88         |                     |
| L I N E A B A T O N G | Communication Univ. of China                                      | 传媒大学 Chuánméi dàxué     | 0:53              | 34,88         |                     |
| L I N E A B A T O N G | Shuangqiao                                                        | 双桥 Shuāngqiáo             | 0:56              | 36,77         |                     |
| L I N E A B A T O N G | Guaanzhuang                                                       | 管庄 Guǎnzhuāng             | 0:59              | 38,68         |                     |
| L I N E A B A T O N G | Baliqiao                                                          | 八里桥 Bālǐqiáo             | 1:02              | 40,44         |                     |
| L I N E A B A T O N G | Tongzhou Beiyuan                                                  | 通州北苑 Tōngzhōu běiyuàn   | 1:05              | 42,14         |                     |
| L I N E A B A T O N G | Guoyuan                                                           | 果园 Guǒyuán                | 1:08              | 43,60         |                     |
| L I N E A B A T O N G | Jiukeshu                                                          | 九棵树 Jiǔkēshù             | 1:10              | 44,59         |                     |
| L I N E A B A T O N G | Liyuan                                                            | 梨园 Líyuán                 | 1:12              | 45,81         |                     |
| L I N E A B A T O N G | Linheli                                                           | 临河里 Línhélǐ              | 1:14              | 47,06         |                     |
| L I N E A B A T O N G | Tuqiao                                                            | 土桥 Tǔqiáo                 | 1:16              | 47,83         |                     |
| L I N E A B A T O N G | Huazhuang                                                         | 花庄 Huāzhuāng              | 1:19              | 50,06         |                     |
| L I N E A B A T O N G | Universal Resort                                                  | 环球度假区 Huánqiú Dùjiàqū  | 1:22              | 51,92         |                     |

## Sviluppi futuri

### Diramazione occidentale verso Qinglonghudong
L’8 luglio 2022 è stata pubblicata la seconda comunicazione della valutazione d’impatto ambientale relativa al Piano di costruzione della terza fase della rete di trasporto ferroviario urbano di Pechino (2022-2027), all’interno della quale è stata inserita, tra gli 11 progetti previsti, la diramazione della linea 1 verso Qinglonghudong. Partendo dalla stazione di Bajiao Amusement Park, la diramazione si prolungherà verso sud-ovest fino a Qinglonghudong (in italiano: lago Qinglong) per un totale di 21 km e 9 nuove stazioni.
Il 18 gennaio 2024 sono stati avviati i lavori di costruzione della diramazione occidentale della linea 1.
Per facilitare la realizzazione della diramazione, il progetto prevede la ristrutturazione e l’ampliamento della stazione di Bajiao Amusement Park. In base alla seconda comunicazione della valutazione d’impatto ambientale del progetto della diramazione della linea 1, pubblicata nell’ottobre 2023, questa stazione ospiterà una nuova banchina dedicata alla diramazione, che sarà integrata con l’attuale banchina della linea principale, in modo da formare una banchina a isola indipendente, convertendola in una banchina a doppia isola.
L'inaugurazione della diramazione verso Qinglonghudong è prevista entro la fine di giugno 2027.
|                            | Nome stazione               | Cinese, pinyin     | Interscambio |
| -------------------------- | --------------------------- | ------------------ | ------------ |
| Bajiao Amusement Park      | 八角游乐园 Bājiǎo yóulèyuán | (linea principale) |              |
| Tiyuchang Nanjie           | 体育场南街 Tǐyùchǎng nánjiē |                    |              |
| Garden Expo Park West Gate | 园博园西门 Yuánbóyuán xīmén |                    |              |
| Zhangguozhuang             | 张郭庄 Zhāngguōzhuāng       |                    |              |
| Xi'erqu                    | 西二区 Xī'èrqū              |                    |              |
| Houlucun                   | 后吕村 Hòulǚcūn             |                    |              |
| Yungang                    | 云岗 Yúngǎng                |                    |              |
| Wangzuo                    | 王佐 Wángzuǒ                |                    |              |
| Minzu Univ.                | 民族大学 Mínzú dàxué        |                    |              |
| Qinglonghudong             | 青龙湖东 Qīnglónghú dōng    |                    |              |

## Materiale rotabile

### Attualmente in uso
| Modello     | Immagine | Produttore                                                             | Anno costruzione | Rinnovo                            | In servizio | Numeri di serie                                         | Deposito                     |
| ----------- | -------- | ---------------------------------------------------------------------- | ---------------- | ---------------------------------- | ----------- | ------------------------------------------------------- | ---------------------------- |
| DKZ4G       |          | CRRC Changchun Railway Vehicles Beijing Subway Rolling Stock Equipment | 1998–2001        | 2007 2010-2012 2015-2016 2020-2021 | 31          | S401–S431 (01 001–01 031)                               | Sihui (tranne due a Gucheng) |
| SFM04/04A   |          | CRRC Qingdao Sifang Beijing Subway Rolling Stock Equipment             | 2006–2011        | 2021                               | 39          | G432–G470 (01 032–01 070)                               | Gucheng                      |
| SFM01/02/07 |          | CRRC Qingdao Sifang Beijing Subway Rolling Stock Equipment             | 2003–2005        | 2008 2015-2020 2021                | 108         | TQ401–TQ408, TQ415–TQ424 (01 071–01 078, 01 085–01 094) | Tuqiao                       |
| BDK06       |          | Beijing Subway Rolling Stock Equipment                                 | 2018–2021        |                                    | 72          | TQ431–TQ437 (01 101–01 107), 01 108–01 112              | Tuqiao, Sihui                |

### Dismesso
| Modello  | Immagine | Produttore                             | Anno costruzione | Anni in servizio | Prodotti | Numeri di serie (prima del 1996) | Numeri di serie (dopo il 1996)    | Note                                                                | Deposito |
| -------- | -------- | -------------------------------------- | ---------------- | ---------------- | -------- | -------------------------------- | --------------------------------- | ------------------------------------------------------------------- | -------- |
| DK1      |          | CRRC Changchun Railway Vehicles        | 1967             | N.D.             | 2        | 001–002                          | N.D.                              | Mai entrati in servizio per eccesso di dimensioni                   | Gucheng  |
| DK2      |          | CRRC Changchun Railway Vehicles        | 1969–1970        | 1969–1985        | 80       | 201–219                          | N.D.                              | 76 treni restaurati con il modello DK11.                            | Gucheng  |
| DK3/3G   |          | CRRC Changchun Railway Vehicles        | 1971–1973        | 1971-2002        | 50       | N.D.                             | G101–G107                         | Trasferiti alla linea 13 e linea Batong.                            | Gucheng  |
| DK8      |          | CRRC Changchun Railway Vehicles        | 1982             | N.D.             | 52       | 401–413                          | N.D.                              | Trasferiti alla linea 2.                                            | Gucheng  |
| DK11     |          | CRRC Changchun Railway Vehicles        | 1984–1985        | 1984–2008        | 76       | 601–619                          | G201–G207, G2082–G2085, G209–G213 |                                                                     | Gucheng  |
| DK20/20G |          | CRRC Changchun Railway Vehicles        | 1994–1995        | 1994–2012        | 42       | 443–449                          | G108–G114                         | Originalmente ritirati nel 2008, riattivati per revisione dei DKZ4. | Gucheng  |
| BD1      |          | Beijing Subway Rolling Stock Equipment | 1990–1992        | 1990–1994        | 18       | 3083–3084, 309–311               | N.D.                              | Trasferiti alla linea 2.                                            | Gucheng  |
| BD2/2G   |          | Beijing Subway Rolling Stock Equipment | 1994–1998        | 1995–2012        | 72       | 450–454                          | G115–G126                         | Originalmente ritirati nel 2008, riattivati per revisione dei DKZ4. | Gucheng  |
| BD3      |          | Beijing Subway Rolling Stock Equipment | 1995             | 1996–2001        | 2        | N.D.                             | G2081, G2086                      | Uniti con i DK3 (n.G2082–G2085).                                    | Gucheng  |